# باول كاري (لاعب غولف)
باول كاري (بالإنجليزية: Paul Curry)‏ هو لاعب غولف بريطاني، ولد في 5 مايو 1961 في كولشيستر في المملكة المتحدة.

## وصلات خارجية
- باول كاري على موقع رابطة لاعبي الغولف المحترفين (الإنجليزية)
- باول كاري على موقع رابطة أوروبا للاعبي الغولف المحترفين (الإنجليزية)
- باول كاري على موقع التصنيف العالمي الرسمي للغولف (الإنجليزية)